# Championnats du monde de cyclo-cross 2001
Navigation
Édition précédente Édition suivante
Les championnats du monde de cyclo-cross 2001 ont lieu les 3 et 4 février 2001 à Tábor, en République tchèque.

## Podiums

### Hommes
| Épreuves        | Or                  | Argent              | Bronze          |
| --------------- | ------------------- | ------------------- | --------------- |
| Élites          | Erwin Vervecken     | Petr Dlask          | Mario De Clercq |
| Moins de 23 ans | Sven Vanthourenhout | Tomáš Trunschka     | David Kasek     |
| Juniors         | Martin Bína         | Radomir Simunek jr. | Jan Kunta       |

### Femmes
| Épreuves | Or                | Argent         | Bronze               |
| -------- | ----------------- | -------------- | -------------------- |
| Élites   | Hanka Kupfernagel | Corine Dorland | Daphny van den Brand |

## Classement des élites

### Hommes
| Pos.                               | Cycliste             | Pays     | Temps           |
| ---------------------------------- | -------------------- | -------- | --------------- |
| Médaille d'or, Coupe du Monde      | Erwin Vervecken      | Belgique | 1 h 01 min 54 s |
| Médaille d'argent, Coupe du Monde  | Petr Dlask           | Tchéquie | +1 s            |
| Médaille de bronze, Coupe du Monde | Mario De Clercq      | Belgique | +14 s           |
| 4.                                 | Sven Nys             | Belgique | + 1 min 07 s    |
| 5.                                 | Jiří Pospíšil        | Tchéquie | + 1 min 11 s    |
| 6.                                 | Henrik Djernis       | Danemark | + 1 min 29 s    |
| 7.                                 | Gerben de Knegt      | Pays-Bas | + 1 min 41 s    |
| 8.                                 | Camiel van den Bergh | Pays-Bas | + 1 min 49 s    |
| 9.                                 | Tom Vannoppen        | Belgique | + 2 min 25 s    |
| 10.                                | Václav Ježek         | Tchéquie | + 2 min 36 s    |

### Femmes
| Pos.                               | Cycliste               | Pays        | Temps        |
| ---------------------------------- | ---------------------- | ----------- | ------------ |
| Médaille d'or, Coupe du Monde      | Hanka Kupfernagel      | Allemagne   | 28 min 29 s  |
| Médaille d'argent, Coupe du Monde  | Corine Dorland         | Pays-Bas    | +35 s        |
| Médaille de bronze, Coupe du Monde | Daphny van den Brand   | Pays-Bas    | +41 s        |
| 4.                                 | Ann Grande             | États-Unis  | +45 s        |
| 5.                                 | Laurence Leboucher     | France      | +47 s        |
| 6.                                 | Louise Robinson        | Royaume-Uni | + 1 min 02 s |
| 7.                                 | Nicole Cooke           | Royaume-Uni | + 1 min 06 s |
| 8.                                 | Debby Mansveld         | Pays-Bas    | + 1 min 08 s |
| 9.                                 | Rachel Lloyd           | États-Unis  | + 1 min 18 s |
| 10.                                | Reza Hormes-Ravenstijn | Pays-Bas    | + 2 min 05 s |

## Tableau des médailles
| Rang | Nation    | Or | Argent | Bronze | Total |
| ---- | --------- | -- | ------ | ------ | ----- |
| 1    | Belgique  | 2  | 0      | 1      | 3     |
| 2    | Tchéquie  | 1  | 3      | 2      | 6     |
| 3    | Allemagne | 1  | 0      | 0      | 1     |
| 4    | Pays-Bas  | 0  | 1      | 1      | 2     |